# Hjalmar den hugstore

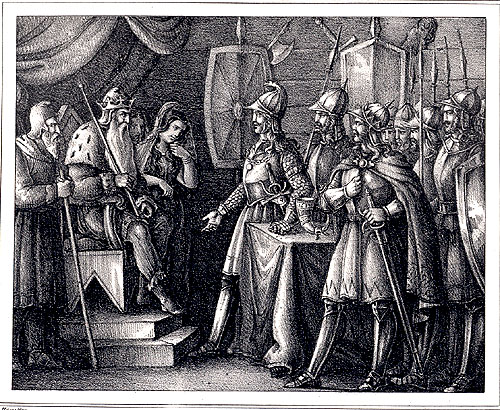
Hjalmar friar till Ingeborg, illustration av Hugo Hamilton

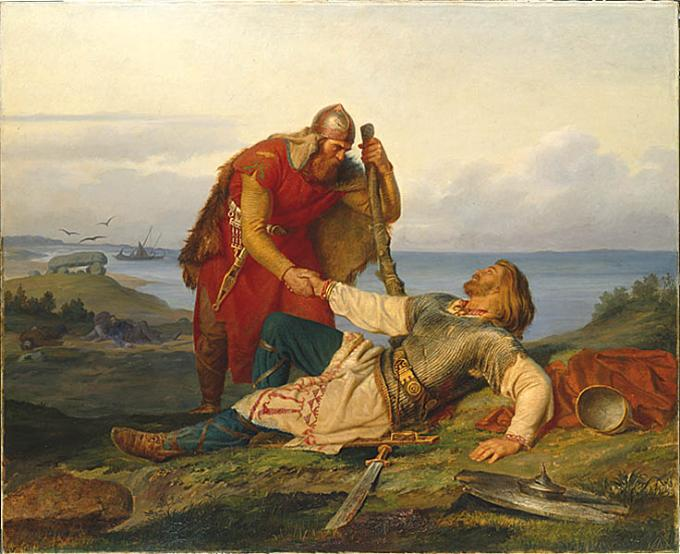
Orvar Odd tar farväl av Hjalmar, illustration av Mårten Eskil Winge

Hjalmar den hugstore är en svensk sagohjälte som figurerar i den fornnordiska Hervararsagan samt i Orvar Odds saga. 
Hjalmar är i sägnerna en tapper hövding över sveakungen Yngves (eller Anes) landvärnsmän och förälskar sig i dennes dotter Ingeborg. Han anhåller om hennes hand, men även en bärsärk vid namn Hjorvard, son till Arngrim på Bolmsö, vill gifta sig med kungadottern.
Arngrims tolv söner var alla fruktade bärsärkar, där den äldste och främste hette Angantyr, vilken innehade svärdet Tirfing, som oundvikligen blev någons bane då det drogs ur slidan.  Av rädsla för Arngrim och hans söner låter fadern Yngve Ingeborg själv få avgöra vem av de två hon vill ta till sin make. Ingeborg väljer då Hjalmar. Hjorvard utmanar omedelbart Hjalmar på holmgång och kampen förläggs till Samsø i Danmark. Orvar Odd följer sin fosterbroder Hjalmar till Samsø och erbjuder sig att ta sig an den väldige Angantyr, men det vägrar Hjalmar gå med på, varpå Orvar Odd tar itu med övriga bröder istället. Under tiden fäller Hjalmar Angantyr, men blir själv dödligt sårad. Orvar Odd finner honom på en blomsterklädd kulle där han kväder en sista sång över sitt liv som bland annat lyder:
Sår har jag sexton
och sliten brynja.
Mörkt är mig för ögon.
Jag mäktar ej gå.
Han skänker sin vän Orvar Odd sin guldring och ber honom att överräcka den till Ingeborg. När Ingeborg mottager ringen, brister hennes hjärta av sorg och de två älskande läggs i samma gravhög.
I Åke Ohlmarks roman Ödesdygnet är Ingeborgs fader identisk med Yngvar i Ynglingaätten, Bröt-Anunds far.